# Gregorio Turini
Gregorio Turini (Brescia, 1560 circa – Praga, 1600 circa) è stato un compositore e cornettista italiano.

## Biografia
Originario di Brescia, la sua era una famiglia di musicisti. Studiò sotto Giovanni Contino. Nel 1582 entrò al servizio dell'imperatore Rodolfo II d'Asburgo, che lo volle alla corte di Praga come cantore e concertista.
Morì prematuramente lasciando un figlio, Francesco, che intraprese la carriera paterna a corte .

## Opere[1]
- Admodum devotae cum Cantiones Salmi aliquote per 4 voci pari (1589)
- Canzonette, 4 voci (1597)
- Teustche Lieder nach Art der mit 4 Stimmen Welschen Villanella